# Vuela más alto (canción)
Vuela mas alto es una canción cantada por el grupo mexicano Onda Vaselina, incluida en su disco del mismo nombre (1998).
Esta canción fue lanzada como el primer sencillo del CD en octubre del año 1998.

## Video musical
Los integrantes de Onda Vaselina están adentro de una mansión con un look blanco y al principio tapados de los ojos con un pedazo de tela mientras que el resto del videoclip bailan una coreógrafia de la canción.
- Datos: Q125208583

## Lista de canciones
- Promo CD[5]

| N.º | Título           | Duración |  |
| 1.  | «Vuela más alto» | 4:33     |  |